# مهر دولتی میانمار
مهر دولتی جمهوری اتحادیه میانمار (برمه‌ای: ပြည်ထောင်စုသမ္မတမြန်မာနိုင်ငံတော် နိုင်ငံတော်အထိမ်းအမှတ်တံဆိပ်) نشان ملی است که در کلیه اسناد رسمی دولتی از جمله نشریات استفاده می‌شود. از آنجایی که مهر یک نماد رسمی است، قانون مهر دولتی و اصولی در مورد استفاده مناسب از آن وجود دارد.

## استفاده
مهر دولتی می‌تواند برای موارد زیر استفاده شود:
- قابل استفاده در کاخ ریاست جمهوری
- قابل استفاده در/روی وسایل نقلیه رئیس‌جمهور.
- می‌توان در ساختمان‌های پارلمان مرکزی (Pyidaungsu Hluttaw, Pyithu Hluttaw و Amyotha Hluttaw)، دفاتر دولتی در سطح اتحادیه، ساختمان‌های ایالتی و منطقه Hluttaw، دفاتر ایالتی و منطقه‌ای، مناطق و بخش‌های خودگردان استفاده کرد.
- قابل استفاده در وزارتخانه‌ها و دفاتر آژانس‌های فرزندان آنها، در دادگاه‌ها و سازمان‌ها و بخش‌هایی که توسط دولت اتحادیه مجاز به استفاده هستند.
- قابل استفاده در سفارت‌های میانمار، کنسولگری‌ها و یک نمایندگی دیگر.
- قابل چاپ بر روی اشیایی که در پذیرش‌های دولتی استفاده می‌شوند.
- قابل استفاده در اسکناس و تمبر.
- قابل استفاده توسط سازمان‌هایی که توسط رئیس‌جمهور مجاز به استفاده هستند.
- می‌توان در اسناد رسمی پارلمان‌های مرکزی و ایالت و منطقه، دولت اتحادیه و وزارتخانه‌ها، دولت‌های ایالتی، منطقه‌ای و SAZ و SAD، سازمان‌ها و بخش‌هایی که توسط دولت اتحادیه مجاز هستند، استفاده کرد.
- قابل استفاده در مجالس و مراسم دولتی[۴]

## نگارخانه

مهر برمه در اواخر توسط پادشاهان کونباونگ (میلادی ۱۸۰۰) استفاده شد
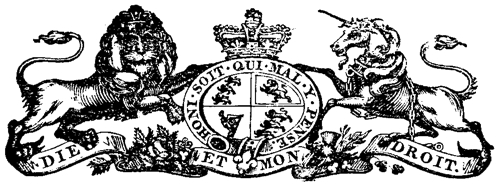
مهر دولت بریتانیا (۱۸۸۶–۱۹۴۱، ۱۹۴۵–۱۹۴۸)
مهر دولتی ایالت برمه (۱۹۴۳–۱۹۴۵)
مهر دولتی اتحادیه برمه (۴ ژانویه ۱۹۴۸ – ۳ ژانویه ۱۹۷۴)
مهر دولت از جمهوری سوسیالیستی اتحادیه برمه  (۱۹۷۴ – ۱۹ اکتبر ۱۹۸۸)
مهر دولتی اتحادیه برمه / اتحادیه میانمار  (۱۹ اکتبر ۱۹۸۸ – ۳۱ ژانویه ۲۰۱۱)
مهر دولتی جمهوری اتحادیه میانمار  (۳۱ ژانویه ۲۰۱۱ – )